# Scotinotylus autor
Scotinotylus autor là một loài nhện trong họ Linyphiidae.
Loài này thuộc chi Scotinotylus. Scotinotylus autor được Ralph Vary Chamberlin miêu tả năm 1949.